# تواصل سياسي

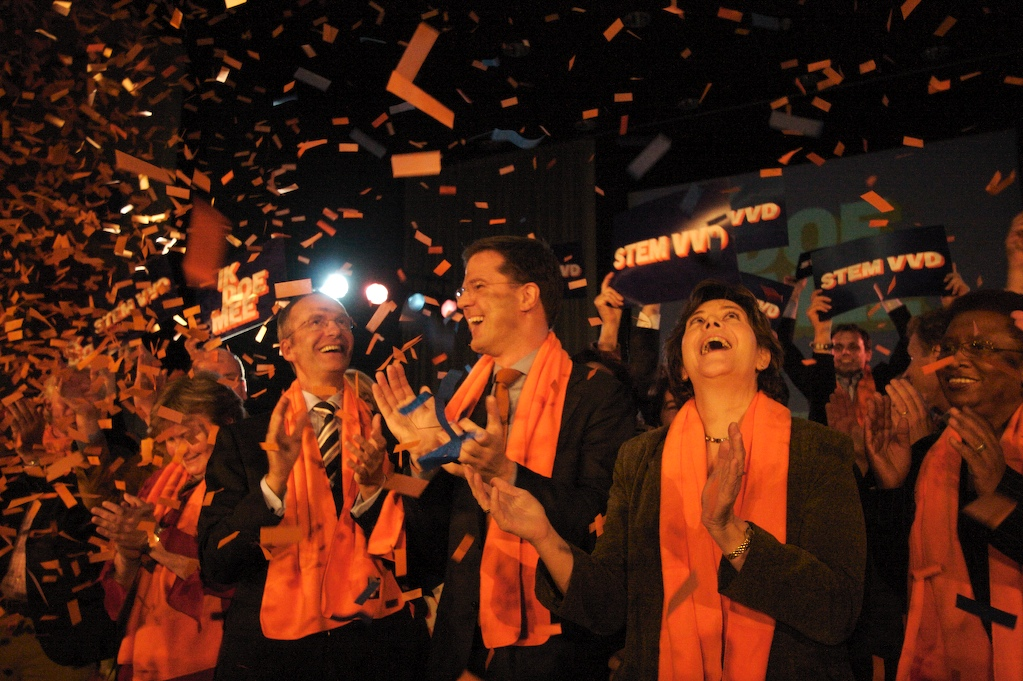

تتم إعادة التوجيه إلى هنا من «التواصل السياسي». للاطلاع على المجلة الأكاديمية، انظر بوليتيكال كوميونيكيشن (مجلة).
التواصل السياسي هو مجال فرعي من العلوم السياسية والتواصل يتناول إنتاج المعلومات ونشرها ومعالجتها وآثارها سواء من خلال وسائل الإعلام أو بين الأشخاص في إطار سياق سياسي. وهذا يشمل دراسة وسائل الإعلام وتحليل الخطابات من قبل السياسيين والذين يسعون للتأثير على العملية السياسية والمحادثات الرسمية وغير الرسمية بين أفراد الجمهور من بين جوانب أخرى.

## تعريف المفهوم
ينصب تركيز دراسة وممارسة التواصل السياسي على سبل ووسائل التعبير ذات الطبيعة السياسية. وروبرت إي دينتون وغاري سي ودوارد، وهما اثنان من المساهمين البارزين في مجال التواصل السياسي في أمريكا، يصفان التواصل السياسي بأنه سبل ونوايا موجهي الرسالة للتأثير على البيئة السياسية. وهذا يشمل المناقشة العامة (على سبيل المثال، الخطب السياسية وتغطية وسائل الإعلام للأخبار وحديث المواطنين العاديين) التي تناقش الجهة التي تتمتع بسلطة فرض العقوبات وتخصيص الموارد العامة والجهة التي لديها سلطة اتخاذ القرار وكذلك المعنى الاجتماعي مثل ما الذي يجعل الشخص أمريكيًا. وعلى حد وصفهم فإن «العامل الحاسم الذي يجعل التواصل» سياسيًا«ليس مصدر الرسالة ولكن مضمونها وغرضها.»  ويعرف ديفيد إل سوانسون ودان نيمو وهما من الأعضاء البارزين أيضًا في هذا التخصص الفرعي، التواصل السياسي بأنه «الاستخدام الإستراتيجي للتواصل للتأثير على معرفة الجمهور ومعتقداته وأفعاله بشأن المسائل السياسية.»  وهما يؤكدان على الطبيعة الإستراتيجية للتواصل السياسي، وتسليط الضوء على دور الإقناع في الخطاب السياسي. ويقدم براين ماكنير تعريفًا مماثلاً عندما يكتب أن التواصل السياسي هو «التواصل الهادف بشأن السياسة.» وبالنسبة لماكنير فإن هذا يعني أن هذا المعنى لا يشمل فقط البيانات الشفهية أو المكتوبة، ولكن أيضًا الأشكال المرئية مثل اللباس والتجميل وتصفيف الشعر أو تصميم الشعار. بعبارة أخرى، فإنه يتضمن أيضًا جميع الجوانب التي تحدث «هوية أو صورة سياسية».
وهناك الكثير من الأقسام والمدارس الأكاديمية حول العالم التي تتخصص في مجال التواصل السياسي. وترد هذه البرامج الأكاديمية ضمن برامج الاتصالات والصحافة والعلوم السياسية وغيرها. تُعتبر دراسة التواصل السياسي من المجالات متعددة التخصصات.

## وصلات خارجية
- Political Communication section at the American Political Science Association (APSA)
- Political Communication section of the International Communication Association (ICA)
- Political Communication Division of the National Communication Association (NCA)